# Kim Turner
Kim Turner (* 21. März 1961) ist eine ehemalige US-amerikanische Leichtathletin und Olympiateilnehmerin.
Bei den XXIII. Olympischen Sommerspielen 1984 in Los Angeles gewann sie die Bronzemedaille im 100-Meter-Hürdenlauf zusammen mit der Französin Michèle Chardonnet nach der US-Amerikanerin Benita Fitzgerald-Brown (Gold) und der Britin Shirley Strong (Silber).
| Personendaten    | Personendaten                                    |
| ---------------- | ------------------------------------------------ |
| NAME             | Turner, Kim                                      |
| KURZBESCHREIBUNG | US-amerikanische Leichtathletin und Olympionikin |
| GEBURTSDATUM     | 21. März 1961                                    |